# Thaumatichthys binghami
Thaumatichthys binghami är en fiskart som beskrevs av Parr 1927. Thaumatichthys binghami ingår i släktet Thaumatichthys och familjen Thaumatichthyidae. Inga underarter finns listade i Catalogue of Life.